# دوري أبطال أوروبا لكرة الماء
دوري أبطال أوروبا لكرة الماء هي بطولة أوروبية تلعب بين الفرق في رياضة كرة الماء.تأسست في 1963، ويعد فريق برو ريكو الإيطالي أكثر الفرق تحقيقاً للقب برصيد 9 ألقاب.